# Un soupçon de vison
Pour plus de détails, voir Fiche technique et Distribution.
Un soupçon de vison (That Touch of Mink) est un film américain de Delbert Mann, sorti en 1962.

## Synopsis
Philip Shayne (Cary Grant), riche homme d'affaires, traverse quotidiennement les rues de New York entre son domicile et ses bureaux. Lors de l'un de ses trajets, sa voiture croise Cathy Timberlake (Doris Day), jeune femme à la recherche d'un emploi qui sort du métro, et l'éclabousse. Lorsqu'il la voit entrer chez Horn & Hardart, juste en face de ses bureaux, Philip envoie Roger (Gig Young), son directeur financier, lui présenter des excuses et lui offrir une nouvelle robe.  
Outrée par ce manque de galanterie, Cathy décide d'aller à la rencontre de Philip et de le lui faire savoir. Mais au lieu de cela, elle tombe sous son charme. Après cette rencontre, Philip propose à sa nouvelle amie de l'accompagner à Baltimore puis aux Nations unies pour écouter son discours. Ce qui n'est toutefois pas du goût de Connie Emerson (Audrey Meadows), l'amie de Cathy. Alors que Philip, qui ne veut pas se faire passer la bague au doigt, continue d'inviter Cathy aux quatre coins du monde, cette dernière espère une demande en mariage.

## Fiche technique
- Titre : Un soupçon de vison
- Titre original : That Touch of Mink
- Réalisation : Delbert Mann
- Scénario : Stanley Shapiro et Nate Monaster
- Production  : Martin Melcher et Stanley Shapiro
- Société de production : Granley Company, Arwin Productions, Nob Hill Productions Inc.
- Distributeur : Universal Pictures
- Musique : George Duning
- Photographie : Russell Metty
- Direction artistique : Robert Clatworthy et Alexander Golitzen
- Décors : George Milo
- Costumes : Norman Norell et Rosemary Odell (robes ; non créditée)
- Montage : Ted J. Kent
- Pays de production : États-Unis
- Format : Couleur Eastmancolor - 35 mm - 2,35:1 - son : Mono  (Westrex Recording System)
- Genre : Comédie romantique
- Durée : 99 minutes
- Dates de sortie :
  - États-Unis : 14 juin 1962
  - France : 19 septembre 1962
  - Allemagne de l'Ouest : 14 décembre 1962

## Distribution
- Cary Grant (VF : Maurice Dorléac) : Philip Shayne
- Doris Day (VF : Claire Guibert) : Cathy Timberlake
- Gig Young (VF : Philippe Mareuil) : Roger
- Audrey Meadows (VF : Paule Emmanuèle) : Connie Emerson
- Alan Hewitt (VF : Raymond Loyer) : Docteur Gruber
- John Astin (VF : Serge Lhorca) : M. Everett Beasley
- Dick Sargent (VF : Guy Loriquet) : Harry Clark
- Joey Faye (VF : Pierre Leproux) : Short Man
- Laurie Mitchell : Showgirl
- John Fiedler : M. Smith
- John McKee (VF : Marcel Lestan) : Collins, le chauffeur
- Willard Sage (VF : Gérard Férat) : Tom Hodges
- Richard Deacon (VF : René Bériard) : M. Miller
- Kathryn Givney (VF : Lucienne Givry) : Evelyn Haskell
- Helen Brown (VF : Lita Recio) : Charlotte Farnum
- Sally Hughes (VF : Marcelle Lajeunesse) : la secrétaire de Philip
- Ralph Manza (VF : Henry Djanik) : le chauffeur de Taxi